# Giovanni Cesare Netti
Giovanni Cesare Netti (Putignano, 1649. szeptember 4. – Nápoly, 1686. július) olasz zeneszerző. Az Adamiro (1681) és a La Filli (1682) című operák szerzője.

## Művei
A Giovanni Tribuzio listajá szerint:

### Kantáták
- TN 1: Addio cara libertà
- TN 2: L'innamorato Aminta
- TN 3: Nel bel regno d'amore
- TN 4: Nella stagione appunto
- TN 5: Occhi belli s'io v'adoro
- TN 6: Più non vanti la speranza
- TN 7: Risvegliatemi o luci belle
- TN 8: Seguane pur che può scoprirmi
- TN 9: Semiviva e dolente

### Antiprologe és Serenate
- TN 10: Acquaviva laureata
- TN 11: Le perdite di Nereo e Dori
- TN 12: Nella notte più fosca

### Operák
- TN 13: Adamiro
- TN 14: La Filli